# شيريل هولدريدغ
شيريل هولدريدغ (بالإنجليزية: Cheryl Holdridge)‏ هي ممثلة أمريكية، ولدت في 20 يونيو 1944 في نيو أورلينز في الولايات المتحدة، وتوفيت في 6 يناير 2009 في سانتا مونيكا في الولايات المتحدة بسبب سرطان الرئة.

## وصلات خارجية
- شيريل هولدريدغ على موقع IMDb (الإنجليزية)
- شيريل هولدريدغ على موقع ألو سيني (الفرنسية)
- شيريل هولدريدغ على موقع تيرنر كلاسيك موفيز (الإنجليزية)
- شيريل هولدريدغ على موقع أول موفي (الإنجليزية)
- شيريل هولدريدغ على موقع قاعدة بيانات الفيلم (الإنجليزية)
- شيريل هولدريدغ على موقع كينوبويسك (الروسية)